# Jean-Pierre Poulain
Pour les articles homonymes, voir Poulain (homonymie).
Jean-Pierre Poulain, né en 1956, est un sociologue français. Professeur émérite de sociologie à l'université Toulouse Jean Jaurès, il a dirigé l'ISTHIA (Institut Supérieur du Tourisme, de l'Hôtellerie et de l'Alimentation) de 1999 à 2018, et animé l'axe SANTAL (Santé et Alimentation) du CERTOP, UMR-CNRS 5044, de 2012 à 2019. Il a co-dirigé avec le professeur Ismail Noor de la Taylor's Université, le Laboratoire International Associé (LIA-CNRS) : "Food, Cultures and Health" 2016-2021. Depuis aout 2012, il est titulaire de la chaire "Food Studies: Food, Cultures and Health", créée conjointement par la Taylor's University de Kuala Lumpur (Malaisie) et l'Université de Toulouse Jean Jaurès.

## Formation
Ancien élève de l’école hôtelière de Toulouse, puis de l’antenne toulousaine de l’ENSUP de l’enseignement technique de Cachan (CFPT), Jean-Pierre Poulain est doté d’une double formation : formation technique (professeur certifié 1981, professeur agrégé « chef de travaux » en Hôtellerie, 1987) et formation en sciences humaines et sociales (Licence et maîtrise de psychologie (1981), puis DEA et doctorat de sociologie générale (1985), sous la direction d’Edgar Morin à l'université de Paris VII Jussieu, titre "Anthroposociologie de la cuisine et des manières de tables". Il obtient une HDR en sociologie en (2004) garant Jean Michel Berthelot, à l'université de Paris IV, Sorbonne, titre "Pour une sociologie de l'alimentation".

## Recherches
Ses recherches portent sur les thèmes suivants :
- la sociologie de l'alimentation et l’anthropologie de l’alimentation[3],[4],[5], les food studies[6],
- liens entre alimentation et santé[7], alimentation et identités[8], évolution des pratiques alimentaires[9], sociologie des risques et gestion des crises alimentaires[10],[11];
- les transitions nutritionnelles[12], alimentaires[13],[14] et protéiques[15],[16];
- la sociologie du corps, de la corpulence et de l'image du corps : dimensions sociales de l’obésité et des troubles du comportement alimentaire, la stigmatisation des sujets obèses et en surpoids, les évolutions des modèles d'esthétique corporelle[17],[18],[19];
- la sociologie du tourisme et des pratiques touristiques : valorisation des patrimoines alimentaires par le tourisme[20] et organisation des systèmes touristiques, hôteliers et de restauration[21].

## Ouvrages

### Sociologie de l'alimentation
- Indonesian Food Barometer, Food, Cultures & Health. avec Khusun H., Februhartanty J., Mognard E, Anggraini R. Widaya Hapsari, SEAMEO. IRASEC, 2023,  (ISBN 978-623-7759-84-3)
- Risk and Food Safety in China and Japan. Theoretical perspectives and empirical insights, avec Augustin-Louis J., 2018, London, Routledge
- Sociologies de l'alimentation, 2017, nouvelle édition augmentée, Paris, PUF.
- Une petite histoire de l’alimentation française, Bellemain V., Boquet K., Gouello K., Martin A., Nairaud D., Poulain J. P., 2017, Paris, Quae.
- Dictionnaire des cultures alimentaires, 2012, Paris, PUF. Direction d'ouvrage. Comité scientifique composé de : Nicolas Bricas, socio-économiste, directeur de recherche au CIRAD Montpelier (France), Jésus Contreras, anthropologue, professeur à l’université de Barcelone (Espagne), Jean-Pierre Corbeau, sociologue, professeur émérite à l’université de Tours (France), Lise Dubois, nutritionniste et sociologue, professeur à l’Institut de santé des populations Ottawa (Canada), Guy Fontaine, géographe, professeur à l’université de La Réunion (France), Annie Hubert, anthropologue, directrice de recherche au CNRS (France), Jean Louis Lambert, sociologue et économiste, ancien professeur à l’Enitiaa Nantes (France), Rossana Pacheco da Costa Proença, nutritionniste, professeur à l’université Fédérale de Santa Catarina (Brésil), Jean Robert Pitte, géographe, professeur à l’université de Paris IV (France), Alan Warde (en), sociologue, professeur à l’université de Manchester (Angleterre). Seconde édition 2018.
- Sociologie de l'obésité, PUF, 2009. Traduction en portugais, Éditions Sénac, Sao Paulo, 2014.
- L’homme le mangeur et l’animal, 2007, Actes du colloque OCHA.
- Sociologies de l’alimentation, les mangeurs et l’espace social alimentaire, PUF,  (ISBN 2-13-050643-7), 2002, 286 p., 2e édition 2003 et édition dans la collection Quadrige des PUF 2005, 2009, 2013, édition augmentée 2018. Traduction en portugais, Editoria da UFSC (Brésil), 2004, préface de R. Pacheco da Costa Proença, seconde édition portugaise 2006. Traduction en italien 2008, Alimentazione cultura e societa, éditions El Mulino. Traduction en anglais, Bloomsbury, 2017.
- Penser l’alimentation, Entre imaginaire et rationalités, en collaboration avec Jean-Pierre Corbeau, Privat,  (ISBN 2-7089-4201-8), première édition 2002, 210 pages, seconde édition 2008.
- Manger aujourd’hui, Attitudes, normes et pratiques, Privat,  (ISBN 2-70-89-4200-X), première édition 2001, 246 pages, seconde édition 2008.
- Histoire de la cuisine et des cuisiniers, Techniques culinaires et manières de table en France, du Moyen Âge à nos jours, en collaboration avec Edmond Neirinck, Paris Lanore, préface de Joël Robuchon,  (ISBN 286-268-122-9), 5e édition augmentée, 2004, 196 pages. 1re édition 1988. Traduit en japonais aux éditions Dohosha, 1993, 1998 et 2005 aux éditions Kadokawa, 2017. Traduit en espagnol aux éditions Zendrera Zariquiey (2000), avec une préface de Ferran Adria, seconde édition 2007. Traduit en chinois, Asif Publishing, Taipei, 2012, deuxième édition 2016, troisième édition 2019.
- Les jeunes seniors et leur alimentation, Paris, 1998, Cahiers de l’OCHA, no 9.

### Sociologie du tourisme et patrimoines alimentaires
- Tourisme et recherche, avec Jacinthe Bessière, Sébastien Rayssac, Collection Mondes du tourisme, Éditions Espaces tourisme & loisirs, 2012, 176 pages.
- Le tourisme dans les départements et territoires d’outre-mer, avec Guy Fontaine, direction, Éditions Lanore, collection LT Sup., 2004,  (ISBN 2-206-03315-1) (BNF 39268824), 288 pages.
- La recherche en tourisme, avec Michel Teychenné, Éditions Lanore, collection LT Sup.,  (ISBN 2-86268-284-5), 2001, 175 pages.
- Abrégé d’ingénierie hôtelière et touristique, en collaboration avec Gabriel Larrose, Éditions Lanore, 128 pages, 1997.
- Traité d'ingénierie Hôtelière, Conception et organisation des hôtels, restaurants et collectivités, avec Gabriel Larrose, éditions Lanore, 1986, deuxième édition 1988, troisième édition refondue et augmentée, 465 pages, mars 1995.
- La cuisine d’assemblage, Éditions BPI, Paris, 1992, 72 pages.
- La Restauration Hospitalière. Des attentes alimentaires du malade hospitalisé à la conception du système de restauration, avec Saint-Sevin B., Éditions CRISTAL, 1990, 112 pages.
- Histoire et recettes de l'Alsace gourmande, avec Drischel J.P. et Truchelut J.M., Éditions Privat, 1988, 252 pages.
- Histoire et recettes de la Provence et du Comté de Nice, avec Rouyer J.L., Éditions Privat, 1987, 249 pages.
- Le Limousin gourmand, Éditions Privat, 1984, 198 pages.

## Textes traduits (Livres ou chapitres de livres)

### En anglais
- Sustainability at the menus of Malaysian, Indonesian and Singaporean top chefs, with Ismail, S. R. B., Cerchi F., in Medina X. F., Conde-Caballero D., Mariano-Juárez L., Food, Gastronomy, Sustainability, and Social and Cultural Development, Elsevier Academic Press, 2023,
- Obesity and the proper meal at workplace. French and English at the table and (or beyond) the culturalist explanation, with Laporte C., in José Tenorio, Michael Gard and Darren Powell, 2021, Handbook of Critical Obesity Studies, Routledge.
- Biodiversity, Ethno-diversity and Food Cultures: Towards More Sustainable Food Systems and Diet, in Jacob M., Albuquerque U. P. (Eds.), 2021, Local Food Plants of Brazil, Springer Publishing, 3-18.
- Concluding Remarks: Anxiety as Invariant of Human Relation to Food, in Ehlert J. & Faltmann N., 2019, Food Anxiety in Globalising Vietnam, Springer.
- Risk and Food Safety in China and Japan. Theoretical perspectives and empirical insights, avec Augustin-jean L., 2018, London, Routledge.
- Sociology of Food. Eating and the Place of Food in Society, 2017, Bloomsbury Academic.
- The affirmation of personal dietary requirements and changes in eating models, in Claude Fischler, 2015, Selective Eating. The Rise, Meaning and Sense of Personal Dietary Requirements. editions Odile Jacob.
- The sociology of gastronomic decolonisation, in Shanta Nair-Venugopal, 2011, The Gaze of the West: Framings of the East, Palgrave Macmillan
- The social and cultural aspects of the issues at stake in modern farming, in Gleize JF, 2010, Tomorrow’s World Needs The Farmers, Éditions de l’Aube, p. 191-230.
- Consumers views on animal welfare, national report France, in collaboration with Laurence Tibère, Anne Dupuy, 2007, in Evans Adrian et Miele Mara, Animal Welfare quality, science and society to improve animal welfare, published by Cardiff University.
- French gastronomie, french gastronomies, in Goldstein D. et Merkele K., 2005, Culinary cultures of Europe Identity, Diversity and dialogue, Éditions du Conseil de l’Europe, p. 157-170.

### En portugais
- A gastronomização das cozinhas locais, Ellen Woortmann e Julie Cavignac, Ensaios sobre a Antropologia da alimentação, Editoria da UFRN, 2016.
- Sociologia da Obesidade, Editoria SENAC, 2014, Sao Paulo.
- Sociologias da Alimentação, Editoria UFSC, première édition 2004, seconde édition 2014, Florianópolis.
- História da Cozinha e dos Cozinheiros, Edmund Neirinck e Jean-Pierre Poulain, Colares Editora, 2000, seconde edition, 2007.

### En espagnol
- Sociologias de la alimentacion, Los comensales y el espacio social alimentario. prefacio de Xavier Medina, UOC, 2019.
- Historia de la cocina y de los cocineros, Jean Pierre Poulain & Edmond Neirinck, ediciones Zendrera Zariquiey, prefacio de Ferran Adria, seconde edition 2007.
- De la dieta mediterránea a los modelos alimentarios mediterráneos, in Contreras J., Riera A., Medina X., 2005, Sabores del Mediterráneo. Aportaciones para promover un patrimonio alimentario común, IEMed, p. 198-220.
- Los patrimonios gastronómicos y sus valorizaciones turísticas, in Medina X. & Tresserras J., Patrimonio gastrónomico y turismo cultural en el Mediterráneo, Barcelona, IBERTUR, 2007,  (ISBN 978-84-612-2429-6)

### En italien
- Alimentazione, cultura e società, 2008, Il Mulino.

### En Chinois
- 法國美食精髓: 藍帶美食與米其林榮耀的源流, Histoire de La Cuisine et des Cuisiniers: Techniques Culinaires et Pratiques de Table, En France, Du Moyen Âge à nos jours, ASIF Publishing, Taipei, première édition 2010, seconde édition 2012, troisième édition 2019.

### En japonais
- プロのためのフランス料理の, Histoire de la Cuisine française, Editions Kadokawa, 2017.
- プロのためのフランス料理の歴史―時代を変えたスーパーシェフと食通の系譜 [単行本], Histoire de la Cuisine et des Cuisiniers: Techniques Culinaires et Pratiques de Table, en France, du Moyen Âge à Nos Jours, Éditions Dohosha, Tokyo, première édition 1993, seconde édition 1998, troisième édition 2005.

## Contributions à des ouvrages collectifs
- « Mythes et réalités des effets du vin sur la santé », in Pérard J. et Wolikow C., dir., 2022, Un débat sans fin, le vin et la santé, éditeur Chaire UNESCO « Culture et traditions du vin »
- « Sociologie de l'obésité : une invitation à la prudence » (Chapitre 6) in Lecerf JM, Clément K, Czernichow S, Laville M, Oppert JM, Pattou F, Ziegler O, Ed. 2021, Les obésités, Elsevier Masson, Pages 27–33
- Bellemain V., Boquet K., Gouello K., Martin A., Nairaud D., Poulain J. P., 2017, Une petite histoire de l’alimentation française, Paris, Quae.
- « En dialogue avec la géographie : l’Espace social alimentaire », in Trochet J. R., Chemla G., Moriniaux V. dir., 2017, L’univers d’un géographe. Mélanges en l’honneur de Jean Robert Pitte, Presses de l’Université Paris-Sorbonne, 373-388.
- « Le statut bio-culturel du mangeur », avec Claude Fischler., in Esnouf C., Fioramonti J, Bruno Laurioux, 2015, L'alimentation à découvert, 46-47; CNRS Editions.
- « Alimentation et cycle de vie », in Catherine Esnouf, Jean Fioramonti, Bruno Laurioux, 2015, L'alimentation à découvert, 46-47; CNRS Editions.
- « Le plaisir de manger », avec Dupuy A., in Esnouf C., Fioramonti J, Laurioux B., 2015, L'alimentation à découvert, 46-47; CNRS Editions.
- « Les Indiens Pima ou l’exemple presque parfait de l’influence de l’environnement », in Andrieu B & Boestch G, 2013, Le monde des corps, Editions Colin, 76-79.
- « Affirmation des particularismes individuels et évolution des modèles alimentaires », in Claude Fischler, 2013, Les alimentations particulières. Mangerons-nous encore ensemble demain ?, Editions Odile Jacob.
- « The sociology of gastronomic decolonisation », in Shanta Nair-Venugopal, 2011, The Gaze of the West: Framings of the East, Palgrave Macmillan.
- « La gastronomisation des cuisines de terroir : sociologie d’un retournement de perspective », in Adell N. et Pourcher Y., 2011, Transmettre, quel(s) patrimoine(s) ? - Autour du patrimoine culturel immatériel, Michel Houdiard éditeur, 239-248.
- « Sociologie de l’obésité : déterminants sociaux et construction sociale de l’obésité », in Basdevant A, Bouillot J-L, Clément K, Oppert J-M, Tounian P, Traité de médecine et chirurgie de l’obésité, 2011, Lavoisier, 31-46.
- « Alimentation », in Azoulay G et Dominique Pestre dir., C'est l’espace! 101 savoirs, histoires et curiosités, ouvrage célébrant le 50e anniversaire du CNES, 2011, Gallimard, 24-27.
- « La lutte contre la stigmatisation des sujets en surpoids: une voie de prévention de l’obésité » in Zermati J Ph, Apfeldorfer G, B Waysfeld B, 2010, Traiter l'obésité et le surpoids, 2010, Editions Odile Jacob.
- « Les Dimensions sociales et culturelles des enjeux de l'agriculture moderne » in Gleizes J.-F., 2009, La fin des paysans n'est pas pour demain, Éditions de l'Aube.
- « Le Goût de la peau » in Andrieu B, Boëtsch G, David Le Breton, N. Pomarède et Vigarello G, 2008, La Peau, Enjeu de société, Éditions du CNRS.
- « Du bon beurre à la mauvaise graisse. Modernité et catégorisation alimentaire » in Claude Fischler et Estelle Masson, Manger, Français, Européens et Américains face à l'alimentation, Éditions Odile Jacob, p. 314-328.
- « Los patrimonios gastronómicos y sus valorizaciones turísticas », in Medina X. & Tresserras J., Patrimonio gastrónomico y turismo cultural en el Mediterráneo, Barcelona, IBERTUR,  (ISBN 978-84-612-2429-6)
- « French gastronomie, french gastronomies », Goldstein D. et Merkele K., 2005, Culinary cultures of Europe Identity, Diversity and dialogue, Éditions du Conseil de l’Europe, p. 157-170.
- « De la dieta mediterránea a los modelos alimentarios mediterráneos », in Contreras J., Riera A., Medina X., 2005, Sabores del Mediterráneo. Aportaciones para promover un patrimonio alimentario común, IEMed, p. 198-220.
- « Sociologie de l’obésité, facteurs sociaux et construction sociale de l’obésité » in Basdevant A. et Guy-Grand B., Médecine de l’obésité, Flammarion « Sciences Médicales », 2004,  (ISBN 2-257-15061-9), p. 17-25.
- « Quelle histoire de l’alimentation pour l’enseignement hôtelier », in Julia Csergo dir., Histoire de l’alimentation quels enjeux pour la formation, Éditions Educagri, 2004, 159-165.
- « Le Mangeur du 21e siècle, hommage à Jean-Paul Aron », Le mangeur du 21e siècle, Éditions Educagri, 2003, 29-34.
- « De la sociologie du risque à l’étude des modèles alimentaires », in Manger pour vivre, Encyclopédie Diderot, PUF, 2002,  (ISBN 2-13-053068-0), p. 85-116.
- « L’Alimentation des jeunes seniors », avec L. Tibère, in M. Ferry, E. Alix et al., Nutrition de la personne âgée, Masson, 2002,  (ISBN 2-294-00733-6), p. 267-279.
- « Éléments de sociologie de l’alimentation et de la nutrition » in Basdevant A., Laville M. et Lerebours E., Traité de nutrition clinique, Flammarion « Sciences Médicales », 2002,  (ISBN 2-257-13283-1), p. 97-106.
- « Les Représentations sociales du lait » in Debry G., 2001, Le Lait, nutrition et santé, Éditions Lavoisier Tech & Doc,  (ISBN 2-7430-0431-2), p. 537-547.
- « Les Dimensions sociales de l’obésité », in Obésité, dépistage et prévention chez l’enfant, Éditions de l’INSERM, collection Expertise collective, Paris, 2000,  (ISBN 2-85598-777-6), p. 59-96.
- « Les Patrimoines gastronomiques et leurs valorisations touristiques », in Amirou R. et Bachimon P., Le Tourisme local, une culture de l’exotisme, L’Harmattan, 2000,  (ISBN 2-7384-9233-9), p. 157-183.
- « La Problématique anthroposociologique de la consommation d’alcool », in L’Histoire du vin ; une histoire de rites, Office International de la Vigne et du Vin, pages 125-132. 1997, avec Pierre Sansot, Jean-Louis Flandrin…
- « Éléments pour la programmation des hôtels et restaurants » in Règlements et exigences techniques pour l’établissement et le contrôle des projets de construction, Paris, Encyclopédie WEKA,  (ISBN 2-7337-0106-1), 1997.
- « Géographie gastronomique » et « Le Cassoulet ; histoire d’un plat » dans CNAC (conseil National des Arts Culinaires), Inventaire culinaire de Midi-Pyrénées, Albin Michel, 1996.
- « Les Racines du bien manger en Languedoc », in J. Clavel, Vins et cuisine de terroir en Languedoc, Éditions Privat, 1989, deuxième édition 1990, 176 pages.

## Articles scientifiques (sélection)
- Poulain, J. P. (2024). Sociology of Obesity: How to Justify Fighting against the Development of the Obesity Epidemic. Obesities, 4(4), 389-398.
- Poulain, J.P., Mognard, E., Kong, J., Yuen, J.L., Tibère, L., Laporte, C., Yang, F.M., Dasgupta, A., Nair, P.K., Ragavan, N.A. and Noor, I.M., 2023. Much More Than Food: The Malaysian Breakfast, a Socio-Cultural Perspective. Sustainability, 15(3), p.2815.
- Rochedy, A., Valette, M., Tauber, M. & Poulain, J. P., 2023, Food socialization of children with Prader-Willi syndrome: an interdisciplinary problematization. ''Frontiers in Nutrition''. 10. https://doi.org/10.3389/fnut.2023.1177348
- Poulain JP, Tibère L., Mognard E., Laporte C., Fournier T., Ismail M.N., Dasgupta A., Alem Y., Naidoo K., Dupuy A., Rochedy A., Pradeep K. Nair, Neethianhantan A. Ragavan, “The Malaysian Food Barometer Open Database: An invitation to study the modernization of Malaysian food patterns and its economic and health consequences”, Frontier in Nutrition.
- Ueda, H. and Poulain, J.P., 2021. What is gastronomy for the French? An empirical study on the representation and eating model in contemporary France. International Journal of Gastronomy and Food Science, 25, p.100377.
- Poulain, J. P. (2021). Food in transition: The place of food in the theories of transition. The Sociological Review, 69(3), 702-724.
- Poulain J.P., Laporte C., Tibére L., Mognard E., Ragavan N., 2020, « Malaysian Food Barometer (MFB): A study of the impact of compressed modernization on food habits », Malaysian Journal of Nutrition. 26(1):001-017.
- Poulain J.P. (2020). Un précurseur… des food studies : Maxime Rodinson. Anthropology of the Middle East  15, 2, 1-17.
- Poulain J.P., « Towards a sociological theory of eating: a review of Alan Warde's The Practice of Eating », Anthropology of food [Online], Online since 04 October 2020, connection on 25 November 2020. [lire en ligne]
- Fournier T. and Poulain J.P., 2018, Eating According to One’s Genes? A Qualitative Exploration of the French Public’s Understanding of and Reactions to Personalized Nutrition, Qualitative Health Research.
- Fournier T. and Poulain J.P. 2017, « La génomique nutritionnelle : (re)penser les liens alimentation-santé à l’articulation des sciences sociales, biomédicales et de la vie », Natures, Sciences and Socities, 25, 2, 111-121.
- Poulain J.P., 2017, « Socio-anthropologie du « fait alimentaire » ou food Studies. Les deux chemins d’une thématisation scientifique », L’Année Sociologique, vol. 67-1, janvier 2017.
- Laporte C., Poulain J.P., « Restauration d'entreprise en France et au Royaume-Uni. Synchronisation sociale alimentaire et obésité », Ethnologie française, 01/2014; XLIV (1):861-872.
- Bessière J, Poulain J.P, Tibère L, « L’alimentation au cœur du voyage. Le rôle du tourisme dans la valorization des patrimoines alimentaires locaux », Tourisme et Recherche, Mondes du Tourisme, mars 2013, 71-82.
- Laporte C, Poulain J.P., « Le tourisme dans l’enseignement supérieur et la recherche », Mondes du Tourisme, mars 2013, 14-25.
- Poulain J.P., "Éléments pour une histoire de la médicalisation de l’obésité", Obésités, 2009, V3, 7-16
- Dupuy A. and Poulain J.-P., « Le plaisir dans la socialisation alimentaire », Enfance, 2008, Vol. 60, no 3, p. 261-270.
- Poulain J.P., "L’homme, le mangeur, l’animal : la relation homme-animal à travers les modèles alimentaires", Sciences des Aliments, 2007, 27/1, 3-9.
- Poulain J.P., « Combien de repas par jour ? Normes culturelles et normes médicales en Polynésie Française », Journal des Anthropologues, 2006, 245-268.
- Poulain J.P., « S’adapter au monde ou l’adapter ? L’alimentation en mouvement, des grandes migrations au tourisme », Diasporas, no 7, 2005, 11-28.
- Poulain J.P., « The contemporary diet in France: « de-structuration » or from commensalism to « vagabond feeding », Appetite, 2002, 39, 43-55.
- Poulain J.P. et Tibère L., « Mondialisation, métissage et créolisation alimentaire. De l’intérêt du « laboratoire » réunionnais », Bastidiana, 2000, 31-32, 225-242.
- Poulain J.P., « Le goût du terroir et le tourisme vert à l’heure de l’Europe », Ethnologie Française, 1997, XXVII, 18-26.
- Poulain J.P., « L’espace social alimentaire », Cahiers de Nutrition et de Diététique, 1999, 34, 5, 271-280.
- Poulain J.P., « La nourriture de l’autre entre délice et dégoûts; réflexions sur le relativisme de la sensibilité alimentaire », in Cultures, Nourritures, L’internationale de l’imaginaire, Paris, Babel-Actes Sud, 1997, 115 to 140.
- Poulain J.P., « La cuisine, c’est plus que des recettes ! » in Pratiques alimentaires et identités culturelles, Les études vietnamiennes, 1997, no 125-126, 31-126.

## Distinctions
Il a reçu différents prix :
- 1988, "Grand Prix" de l'Académie Nationale de Cuisine pour le livre Histoire de la cuisine et des cuisiniers, Techniques culinaires et manières de table en France, du Moyen Âge à nos jours. Lanore.
- 2002, "Prix Jean Trémolières" pour Manger aujourd'hui, Privat et Sociologies de l'alimentation, PUF.
- 2002, "Prix de la recherche" de l'Institut Français pour la Nutrition[22].
- 2016, "Mérite agricole", Ministère de l'Agriculture et de l'Alimentation.
- 2019  "Palmes académiques", Officier 2019, Chevalier 2012, Ministère de l'Éducation Nationale
- 2020, "Médaille d'or du Tourisme", Ministère de l'Économie et des Finances et Ministère des Affaires Etrangères.
- 2021, Membre[23] correspondant de l'Académie d'Agriculture de France.